# Porta di Toffoli

Rappresentazione circuitale della Porta di Toffoli

La porta di Toffoli fu inventata da Tommaso Toffoli, è una porta logica universale reversibile: permette di realizzare qualunque funzione logica. Realizza la funzione c XOR (a AND b) ed è anche conosciuta come porta "NOT controllata controllata".

## Tabella di verità
La porta di Toffoli ha tre ingressi e tre uscite, di cui le prime due ripropongono esattamente i primi due ingressi. La terza uscita è calcolata secondo questa tabella di verità:
| \| INPUT \| INPUT \| INPUT \| OUTPUT \| OUTPUT \| OUTPUT \| \| ----- \| ----- \| ----- \| ------ \| ------ \| ------ \| \| 0 \| 0 \| 0 \| 0 \| 0 \| 0 \| \| 0 \| 0 \| 1 \| 0 \| 0 \| 1 \| \| 0 \| 1 \| 0 \| 0 \| 1 \| 0 \| \| 0 \| 1 \| 1 \| 0 \| 1 \| 1 \| \| 1 \| 0 \| 0 \| 1 \| 0 \| 0 \| \| 1 \| 0 \| 1 \| 1 \| 0 \| 1 \| \| 1 \| 1 \| 0 \| 1 \| 1 \| 1 \| \| 1 \| 1 \| 1 \| 1 \| 1 \| 0 \| | {\displaystyle {\begin{bmatrix}1&0&0&0&0&0&0&0\\0&1&0&0&0&0&0&0\\0&0&1&0&0&0&0&0\\0&0&0&1&0&0&0&0\\0&0&0&0&1&0&0&0\\0&0&0&0&0&1&0&0\\0&0&0&0&0&0&0&1\\0&0&0&0&0&0&1&0\\\end{bmatrix}}} |       |        |        |        |
| INPUT | INPUT | INPUT | OUTPUT | OUTPUT | OUTPUT |
| 0 | 0 | 0     | 0      | 0      | 0      |
| 0 | 0 | 1     | 0      | 0      | 1      |
| 0 | 1 | 0     | 0      | 1      | 0      |
| 0 | 1 | 1     | 0      | 1      | 1      |
| 1 | 0 | 0     | 1      | 0      | 0      |
| 1 | 0 | 1     | 1      | 0      | 1      |
| 1 | 1 | 0     | 1      | 1      | 1      |
| 1 | 1 | 1     | 1      | 1      | 0      |

La porta di Toffoli corrisponde a un AND quando il terzo ingresso è posto a zero, a un NAND quando il terzo ingresso è posto a uno, e a uno XOR quando uno dei primi due ingressi è posto a uno.

## La porta di Toffoli nei computer quantistici
Ogni porta reversibile può essere implementata su un computer quantistico, e la porta di Toffoli è un operatore quantistico. La porta di Toffoli tuttavia non permette di implementare un computer quantistico universale, ma piuttosto di implementare tutte le computazioni logiche classiche su un computer quantistico.
Nel 2022, ricercatori del RIKEN hanno ottenuto il primo controllo e la prima correzione quantistica dell'errore in un sistema a 3 qubit (uno dei più grandi in silicio) mediante una porta di Toffoli.